# كاسبار ويتني
كاسبار ويتني (بالإنجليزية: Caspar Whitney)‏ هو صحفي أمريكي، ولد في 2 سبتمبر 1864 في بوسطن في الولايات المتحدة، وتوفي في 18 يناير 1929.

## وصلات خارجية
- كاسبار ويتني على موقع أوليمبيديا (الإنجليزية)

- كاسبار ويتني على موقع الموسوعة البريطانية (الإنجليزية)